# ITÜ-pSat 1
ITÜ-pSat 1 (auch ITU-pSat 1) war ein türkischer Forschungssatellit, der an der Technischen Universität in Istanbul entwickelt und gebaut wurde.

## Aufgaben
Die primäre Aufgabe von ITU-pSat war es, die Leistung eines an Bord befindlichen passiven Stabilitätssystems zu untersuchen. Es besteht aus einem Magneten, der den Satelliten auf das Magnetfeld der Erde mit einer Genauigkeit von etwa 15° nach Simulationen ausgerichtet hat. Außerdem hat der Satellit eine Kamera an Bord, die Fotos mit einer Auflösung von 640 × 480 Pixeln schießen kann.

## Start
ITU-pSat wurde am 23. September 2009 mit einer PSLV-Trägerrakete vom Satish Dhawan Space Centre zusammen mit OceanSat-2, UWE-2, SwissCube-1, BeeSat, Rubin 9.1 und Rubin 9.2 in einen niedrigen Erdorbit gebracht.